# Шервож (приток Кэмыси)
Шервож (устар. Шер-Вож) — река в России, протекает по Республике Коми. Устье реки находится в 7 км по левому берегу реки Кемысь. Длина реки составляет 23 км.

## Притоки
- Бадьвож

## Данные водного реестра
По данным государственного водного реестра России относится к Двинско-Печорскому бассейновому округу, водохозяйственный участок реки — Вычегда от города Сыктывкар и до устья, речной подбассейн реки — Вычегда. Речной бассейн реки — Северная Двина.
Код объекта в государственном водном реестре — 03020200212103000021364.